# ウォッチマン・ニー

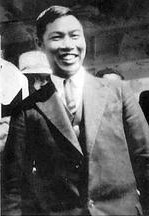
ウォッチマン・ニー（撮影年代不明）

ウォッチマン・ニー （倪柝聲、Ní Tuòshēng, 1903年 – 1972年)は20世紀初期の中国のキリスト教作家、教会の指導者。最後の20年間を中国共産党の迫害によって牢獄で過ごした。 
メソジストの家庭に生まれ、ウォッチマンは信仰のリバイバルを経験した。そして、1920年、17歳の時に天的地の教会に属し、その時の著作活動を始めた。1921年に、イギリスの宣教師マーガレット・バーバーに出会い、彼に大きな影響を与えた。 たくさんのクリスチャンの著作を紹介してもらい大きな影響を受けた。ニーは神学校で学んだ事はない。ニーの知識は聖書研究とクリスチャンの著作によって得られたものである。 
1922年に始まる、30年間の宣教の奉仕の間に、中国のさまざまな教会を訪問する。1952年に信仰の故に投獄され、1972年に死ぬまでそこにいた。キリスト教の殉教者 である。
後に、ローカル・チャーチ（地方召会）と呼ばれる実行となり、ウィットネス・リーにより引き継がれた。『ニーは「家の教会」の実行者であり地方召会の実行者ではない』と主張する信者もいるが、ニーの複数の著書に地方召会の実行についてのメッセージが残されていることから、この主張は完全な誤りであると判断される。

## 著書
- 『集会の生活』ＪＧＷ日本福音書房
- 『正常なキリスト者の召会生活』ＪＧＷ日本福音書房
- 『教会生活をさらに語る』ＪＧＷ日本福音書房
- 『栄光の教会』ＪＧＷ日本福音書房
- 『キリスト者の行程』いのちのことば社
- 『キリスト者の標準』いのちのことば社